# Achtamar Sewan
Achtamar Sewan (orm. „Ախթամար“ Ֆուտբոլային Ակումբ Սևան, "Achtamar" Futbolajin Akumby Sewan) – ormiański klub piłkarski z siedzibą w miejscowości Sewan.

## Historia
Klub Piłkarski Achtamar Sewan został założony w 1990 roku. Występował w rozgrywkach amatorskich.
Po uzyskaniu przez Armenię niepodległości, w 1992 debiutował w najwyższej lidze Armenii, w której zajął 22. miejsce i spadł do Aradżin chumb. W sezonie 1994 zajął 4. miejsce, ale potem został rozwiązany.

## Sukcesy
- Mistrzostwo Armenii: 22. miejsce (1992)
- Puchar Armenii: 1/16 finału (1992)